# Меллау
Меллау — містечко та громада округу Брегенц в землі Форарльберг, Австрія. Меллау лежить на висоті 688 м над рівнем моря і займає площу  40,55 км². Громада налічує 1311 мешканців. Густота населення 32/км².  
Громада лежить в районі, який носить назву Брегенцький ліс.  Через містечко протікає річка Брезенцер Ах. Населення Форальбергу розмовляє алеманським діалектом німецької мови, а тому ближче до швейцарців, ніж до населення більшої частини Австрії, яке розмовляє баварсько-австрійським діалектом. Основною індустрією Форальбергу є спортивний туризм, і кожен населений пункт має розвинуту інфраструктуру: транспорт, готелі тощо. 
|                                 |
| Меллау на мапі округу та землі. |

Адреса управління громади: Platz 292, 6881 Mellau. 

## Демографія
Історична динаміка населення міста за даними сайту Statistik Austria